# Дургарян, Арменак Петросович
Арменак Петросович Дургарян (1924, Краснодар — 25 февраля 1985, Ереван) — советский футболист, полузащитник.
Играл за ереванские команды «Динамо» (1947—1954) и «Спартак» (1954—1955). В чемпионате СССР в 1949—1950 годах провёл 51 матч, забил 7 голов.
Финалист Кубка СССР 1954 года.
Старший брат Акоп — футболист, тренер.